# ويندي روبنز
ويندي روبنز (بالإنجليزية: Wendy Robbins)‏ هي صحفية بريطانية، ولدت في 30 أكتوبر 1963.

## وصلات خارجية
- ويندي روبنز على موقع IMDb (الإنجليزية)